# Aseanpithecus
 Aseanpithecus  ist eine ausgestorbene Gattung der Primaten, die vor rund 40 Millionen Jahren im späten mittleren Eozän im Gebiet des heutigen Myanmar vorkam. Die Gattung wurde erstmals 2019 wissenschaftlich beschrieben. Einzige Art der Gattung ist Aseanpithecus myanmarensis.

## Namensgebung
Die Bezeichnung der Gattung ist abgeleitet von der Association of Southeast Asian Nations, abgekürzt ASEAN, sowie vom griechischen Wort πίθηκος (altgriechisch ausgesprochen píthēkos: „Affe“). Das Epitheton der Typusart, myanmarensis, verweist auf den Fundort. Aseanpithecus myanmarensis bedeutet dem Sinne nach folglich „Asean-Affe aus Myanmar“.

## Erstbeschreibung
Die Erstbeschreibung der Gattung Aseanpithecus erfolgte 2019 anhand von drei Fossilien, die – nur wenige Dezimeter voneinander entfernt – im Dorf Paukkaung, nahe der Ortschaft Myaing, in Zentral-Myanmar geborgen worden waren. Sie entstammen der Pondaung Formation, einer Fundschicht, in der rund 40 Millionen Jahre alte Überreste von Säugetieren erhalten geblieben sind. Holotypus ist das Fragment eines linken Oberkiefers mit erhaltenem, recht großem Eckzahn sowie den gleichfalls erhaltenen, benachbarten Prämolaren P1 bis P3 sowie den Molaren M2 und M3 (Sammlungsnummer NMMP 93). Als Paratypen wurden in der Erstbeschreibung das Fragment eines rechten Unterkiefers mit mehreren erhaltenen Zahnwurzeln (NMMP 95) sowie ein rechter Unterkiefer-Molar M3 (NMMP 96) benannt. Zudem wurde gemutmaßt, dass alle drei Fossilien vom gleichen Individuum stammen könnten. Aus der Größe der Zähne wurde abgeleitet, dass die Individuen der Gattung Aseanpithecus zu Lebzeiten 2,8 bis 3,4 Kilogramm gewogen haben. Verwahrort der Funde ist die Paläontologische Sammlung des Nationalmuseums von Myanmar in der Hauptstadt Naypyidaw.
Abgegrenzt gegen andere fossile Gattungen wurde Aseanpithecus anhand der Merkmale seiner Zähne. Die stammesgeschichtliche Einordnung der Gattung wurde in der Erstbeschreibung aber als unsicher (incertae sedis) bezeichnet. Aseanpithecus habe „in Sympatrie“ mit zahlreichen anderen, nahe verwandten Gattungen gelebt, so zum Beispiel mit Amphipithecus und Ganlea, Afrasia, Bahinia und Paukkaungia. Die Molaren weisen zudem einige Merkmale auf, die dem etwas jüngeren, in Libyen entdeckten Talahpithecus, dem rund 35 Millionen Jahre alten Perupithecus aus Südamerika und den beiden rund 20 Millionen Jahre alten, aus Ägypten belegten Gattungen Catopithecus und Oligopithecus aus der Familie der Oligopithecidae nahestehen. Die Kombination ursprünglicher und abgeleiteter Merkmale könnte den Autoren der Erstbeschreibung zufolge bedeuten, dass Aseanpithecus einer neuen, bislang unbenannten Familie der Altweltaffen zugehörig sei. Die Gattung könne als ein „Übergangsstadium zwischen ursprünglichen, asiatischen Affen (Anthropoidea) und afrikanischen Kronenanthropoiden und deren nächsten fossilen Verwandten“ beschrieben werden, sei also vermutlich ein evolutives Bindeglied aus dem Formenkreis der in Asien entstandenen Affen, die spätestens vor 39 Millionen Jahren, aus Asien kommend, Afrika besiedelt haben.

## Belege
1. ↑  Jean-Jacques Jaeger et al.: New Eocene primate from Myanmar shares dental characters with African Eocene crown anthropoids. In: Nature Communications. Band 10, 2019, Artikel-Nr. 3531, doi:10.1038/s41467-019-11295-6.
2. ↑   Khin Zaw et al.: The oldest anthropoid primates in SE Asia: Evidence from LA-ICP-MS U–Pb zircon age in the Late Middle Eocene Pondaung Formation, Myanmar. In: Gondwana Research. Band 26, Nr. 1, 2014, S. 122–131, doi:10.1016/j.gr.2013.04.007.
Pondaung anthropoid primates palaeontological sites auf der Vorschlagsliste zur World Heritage List der UNESCO. Abgerufen am 13. November 2022.